# Wielkopolska
Wielkopolska là một tỉnh của Ba Lan. Tỉnh lỵ là thành phố Poznań. Tỉnh có diện tích 29.825,59 ki-lô-mét vuông, dân số thời điểm giữa năm 2004 là 3.362.011 người.

## Các thành phố thị xã
Tỉnh có thành phố và thị xã. Bản sau đây sắp xếp theo thứ tự dân số giảm dần (số liệu dân số thời điểm năm 2006 ):

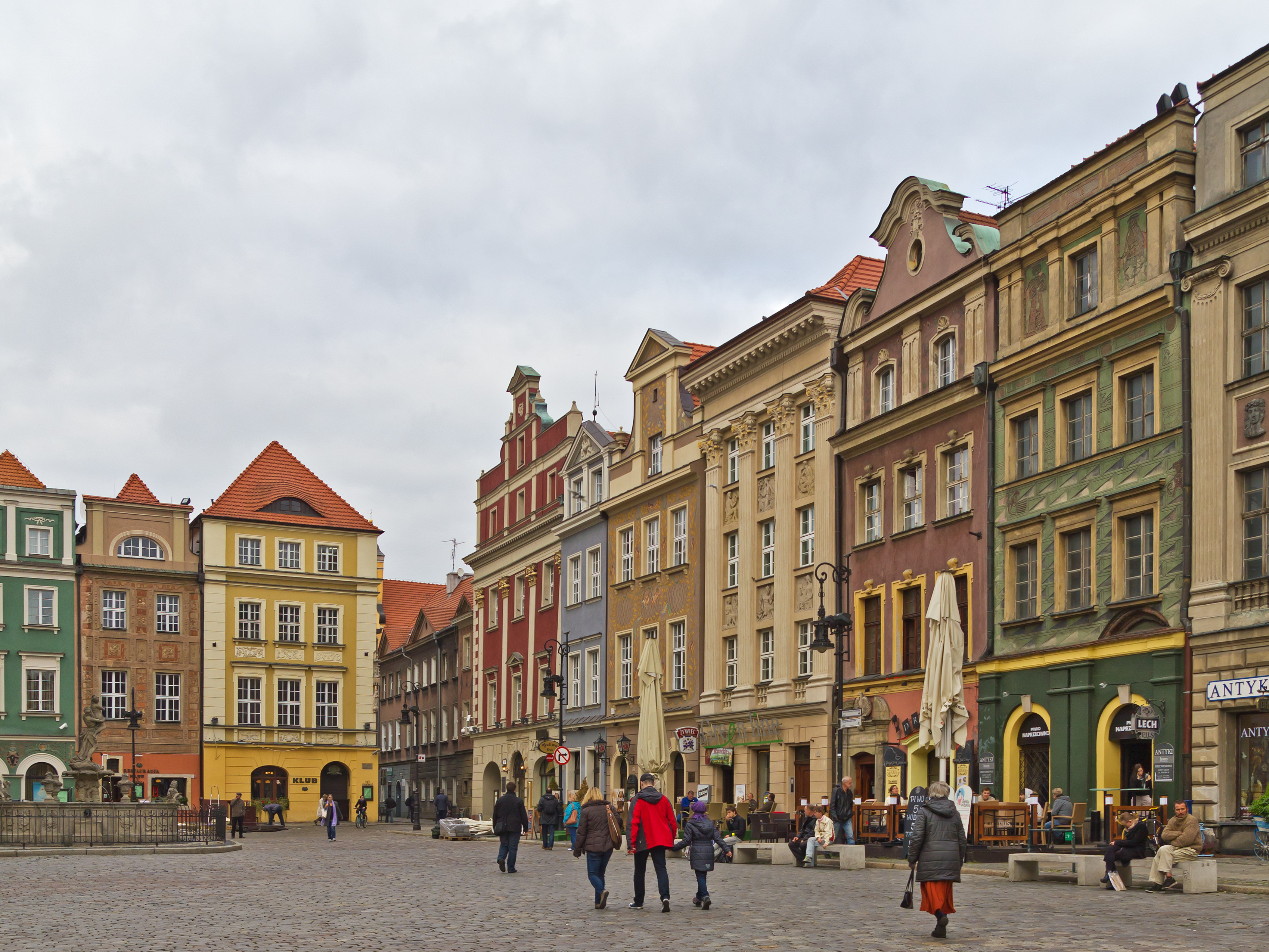
Poznań là tỉnh lỵ

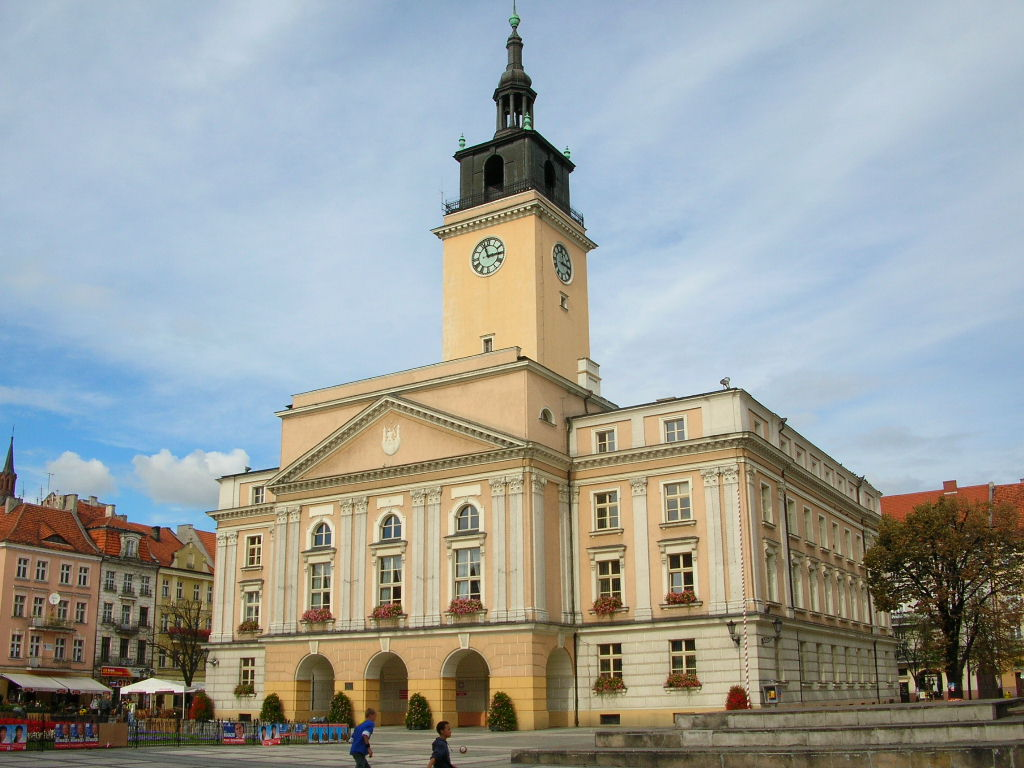
Tòa thị chính cũ của Kalisz

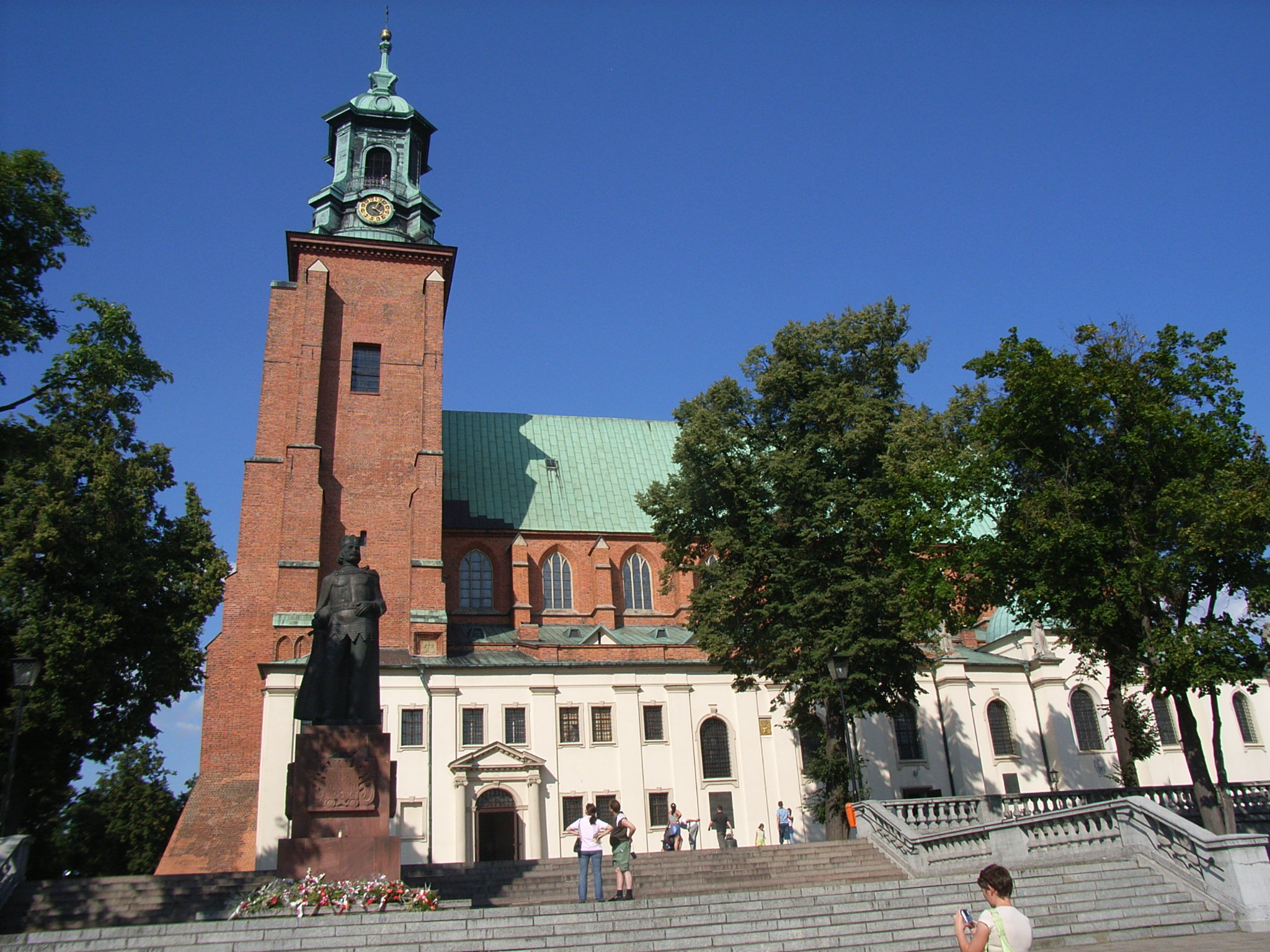
Gniezno.

| Poznań (566.546) Kalisz (108.575) Konin (80.618) Piła (75.044) Ostrów Wielkopolski (72.577) Gniezno (70.080) Leszno (64.079) Śrem (30.227) Swarzędz (29.894) Krotoszyn (29.421) Turek (29.302) Września (28.617) Luboń (26.935) Jarocin (25.834) Wągrowiec (24.681) Kościan (24.102) Koło (23.034) Środa Wielkopolska (21.635) Rawicz (21.301) Gostyń (20.588) Chodzież (19.652) Szamotuły (18.760) Złotów (18.468) Oborniki (17.850) Pleszew (17.787) Trzcianka (16.756) Nowy Tomyśl (15.225) Kępno (14.710) Ostrzeszów (14.536) Słupca (14.363) Grodzisk Wielkopolski (13.703) Wolsztyn (13.557) Mosina (12.150) Wronki (11.551) Czarnków (11.356) Międzychód (10.920) Rogoźno (10.905) | Murowana Goślina (10.140) Puszczykowo (9.311) Opalenica (9.104) Kostrzyn (8.539) Jastrowie (8.403) Pobiedziska (8.329) Witkowo (7.855) Trzemeszno (7.789) Pniewy (7.464) Zbąszyń (7.300) Kórnik (6.981) Kłodawa (6.829) Koźmin Wielkopolski (6.707) Krzyż Wielkopolski (6.283) Buk (6.181) Sieraków (5.994) Wieleń (5.940) Śmigiel (5.452) Stęszew (5.339) Wyrzysk (5.234) Czempiń (5.135) Nowe Skalmierzyce (5.080) Odolanów (4.960) Zduny (4.498) Golina (4.330) Szamocin (4.267) Kleczew (4.173) Krobia (4.022) Ujście (3.899) Skoki (3.866) Okonek (3.827) Sompolno (3.695) Krajenka (3.651) Miłosław (3.589) Tuliszków (3.393) Gołańcz (3.342) Rakoniewice (3.253) | Nekla (3.203) Pyzdry (3.188) Łobżenica (3.172) Miejska Górka (3.128) Ślesin (3.102) Kobylin (3.084) Bojanowo (3.014) Margonin (2.956) Zagórów (2.932) Lwówek (2.909) Poniec (2.875) Sulmierzyce (2.772) Wysoka (2.750) Książ Wielkopolski (2.724) Kłecko (2.677) Czerniejewo (2.556) Rydzyna (2.539) Borek Wielkopolski (2.486) Rychwał (2.377) Obrzycko (2.170) Dąbie (2.087) Żerków (2.058) Raszków (2.037) Osieczna (2.018) Ostroróg (1.995) Pogorzela (1.974) Grabów nad Prosną (1.967) Jutrosin (1.872) Mikstat (1.840) Przedecz (1.771) Wielichowo (1.765) Stawiszyn (1.554) Krzywiń (1.547) Dobra (1.511) Dolsk (1.479) |

.